# البوصة (قنا)
قرية البوصة هي إحدى القرى التابعة لمركز نجع حمادى في محافظة قنا في جمهورية مصر العربية. حسب إحصاءات سنة 2006، بلغ إجمالي السكان في البوصة 3276 نسمة، منهم 1652 رجل و1624 امرأة.